# 周南市立岐陽中学校
周南市立岐陽中学校（しゅうなんしりつきようちゅうがっこう）は山口県周南市徳山にある公立中学校である。

## 概要
当校は旧徳山市のほぼ中心部に位置している。通学は基本的に徒歩で、自転車通学は許可されていない。生徒は主に徳山小学校、岐山小学校、遠石小学校から進学する。
周南市内で一番大きい中学校である。

### めざす生徒像
努力を重ね、逞しく、主体的に行動でき、品位のある岐陽中生徒
～自ら考え（知）、自ら律し（徳）、自ら鍛える（体）生徒～

### 校訓
努力

### 学校教育目標
社会人としての自立への育成

### チャレンジ目標
「元気な挨拶」　「毎日読書」　「無言清掃」　ができる生徒の育成

## 沿革
- 1947年（昭和22年）5月 - 徳山市立第三中学校として発足。
- 1949年（昭和24年）4月 - 徳山市東船町に分校を設立。同分校は同年6月に住吉中学校として独立。
- 1956年（昭和31年）4月 - 徳山市立岐陽中学校に校名変更。
- 1972年（昭和47年）4月 - 周陽中学校が本校より分離独立。
- 1999年（平成11年）4月 - 制服改定（学ラン、セーラー服からブレザーへ）。
- 2003年（平成15年）4月 - 徳山市が合併で周南市になったことにより、周南市立岐陽中学校に校名変更。

## 生徒数
2014年4月8日現在
|      | 男(人) | 女(人) | 合計(人) |
| ---- | ------ | ------ | -------- |
| 1年  | 126    | 103    | 229      |
| 2年  | 106    | 95     | 201      |
| 3年  | 125    | 99     | 224      |
| 合計 | 357    | 297    | 654      |

## 部活動
運動部
- 陸上競技部
- バスケットボール部
- 剣道部
- 柔道部
- 軟式野球部
- 卓球部
- 女子バレーボール部
- ハンドボール部
- サッカー部
- ソフトテニス部
- 水泳部　※臨時部

文化部
- 吹奏楽部
- 美術部
- 放送部

## 主な進学先
生徒の主な進学先は、周南市内の徳山高校・徳山商工高校・桜ケ丘高校（私立）・隣接する下松市の下松高校・華陵高校など。

## 交通アクセス
- JR西日本徳山駅より、徒歩20分

## 著名な出身者
- 長州力：プロレスラー